# Allophatnus abdominalis
Allophatnus abdominalis är en stekelart som först beskrevs av Szepligeti 1916.  Allophatnus abdominalis ingår i släktet Allophatnus och familjen brokparasitsteklar. Inga underarter finns listade i Catalogue of Life.